# Melissa Florence Jung
Melissa Florence Jung (* 1994 in Berlin) ist eine deutsche Schauspielerin.

## Leben
Jung wurde 1994 in Berlin als Tochter der Tänzerin Janet Calvert und des Regisseurs und Schauspielers Cusch Jung geboren und wuchs in einer künstlerisch geprägten Familie auf. Da sie seit frühester Kindheit ihre Eltern auf der Bühne des Theater des Westens in Berlin erlebte, stand auch sie bereits als kleines Kind mit ihrem Vater beim Dreh für Edel & Starck vor der Kamera und sang als „kleine Cosette“ solo in dem Musical Les Misérables am Theater des Westens.
Während ihrer Kindheit und Jugend lieh Melissa Jung vielen Kinofilm-Charakteren ihre Stimme im Synchronstudio – sowohl sprechend als auch singend. Auch stand sie immer wieder für diverse kleine Fernsehauftritte vor der Kamera.
Im Sommer 2016 schloss sie ihre Ausbildung an der Schauspielschule Charlottenburg ab.

## Rollenauswahl
- Eugenia in Die Verliebten von Carlo Goldoni
- Wendla in Frühlings Erwachen von Frank Wedekind
- Die Dame mit dem Mikrofon in Sieben Türen von Botho Strauß